# Mineral (Califòrnia)
Mineral és una concentració de població designada pel cens dels Estats Units a l'estat de Califòrnia. Segons el cens del 2000 tenia 143 habitants.

## Demografia
Segons el cens del 2000, Mineral tenia 143 habitants, 67 habitatges, i 42 famílies. La densitat de població era d'1,2 habitants/km².
Dels 67 habitatges en un 20,9% hi vivien nens de menys de 18 anys, en un 58,2% hi vivien parelles casades, en un 1,5% dones solteres, i en un 37,3% no eren unitats familiars. En el 32,8% dels habitatges hi vivien persones soles el 16,4% de les quals corresponia a persones de 65 anys o més que vivien soles. El nombre mitjà de persones vivint en cada habitatge era de 2,13 i el nombre mitjà de persones que vivien en cada família era de 2,69.
Per edats la població es repartia de la següent manera: un 19,6% tenia menys de 18 anys, un 2,1% entre 18 i 24, un 25,2% entre 25 i 44, un 35,7% de 45 a 60 i un 17,5% 65 anys o més.
L'edat mediana era de 46 anys. Per cada 100 dones de 18 o més anys hi havia 117 homes.
La renda mediana per habitatge era de 39.107 $ i la renda mediana per família de 42.813 $. Els homes tenien una renda mediana de 40.938 $ mentre que les dones 27.083 $. La renda per capita de la població era de 20.865 $. Entorn del 10,4% de les famílies i el 12,1% de la població estaven per davall del llindar de pobresa.

## Poblacions més properes
El següent diagrama mostra les poblacions més properes.